# Alain Rampant
Alain Rampant est un footballeur professionnel, né le 15 mai 1947 à Saint-Dizier (Haute-Marne).
Mesurant 1,81 m pour 78 kg, il évoluait au poste de milieu défensif ou de libéro.
Lors des saisons 2000-2001 et 2001-2002, il est l'entraîneur de l'équipe féminine du Saint-Memmie Olympique (en division 1), puis lors des saisons 2005-2006, 2006-2007 et  2007-2008 il est l'entraîneur de l'équipe féminine du Saint-Memmie Olympique (en division 2) .

## Carrière de joueur
- 1965-1971 : Limoges FC (Division 2)
- 1971-1972 : SM Caen (Division 2)
- 1972-1974 : CS Sedan-Ardennes (Division 1)
- 1974-1975 : CS Sedan-Ardennes (Division 2)
- 1975-1976 : SAS Epinal (Division 2)